# You Will Meet a Tall Dark Stranger
You Will Meet a Tall Dark Stranger is een Spaans-Amerikaanse film van Woody Allen die uitgebracht werd in 2010. 

## Verhaal
Alfie is een krasse zestiger die na veertig huwelijksjaren rijkelijk laat in een midlifecrisis verzeild raakt. Hij verlaat zijn vrouw en is tot alles bereid om zich weer jong te voelen. Zonnebank, fitness, hippe kleding en ja, ook viagra komen er aan te pas. Hij huurt Charmaine, een luxeprostituee, in aan wie hij onmiddellijk verslingerd raakt. Na een tijdje trouwt hij met Charmaine. Helena, zijn diep vernederde vrouw, krabbelt langzamerhand recht en zoekt de verdere zin van haar leven bij Cristal, een waarzegster. Die voorspelt haar dat ze het geluk opnieuw zal vinden bij een grote, in het zwart geklede heer. 
Hun dochter Sally is actief in de kunstwereld. Ze is de rechterhand van Greg, een knappe galeriehouder. Roy, haar man, is een schrijver die ooit een succesboek schreef en sindsdien wacht op de inspiratie die nooit komt. Ondertussen verdoet hij zijn tijd met lanterfanten en Dia, de jonge overbuurvrouw, beloeren. Terwijl Sally bijna bezwijkt voor de charmes van Greg slaagt Roy erin een afspraakje te versieren met Dia.

## Rolverdeling
| Acteur                 | Personage                            |
| ---------------------- | ------------------------------------ |
| Antonio Banderas       | Greg Clemente                        |
| Naomi Watts            | Sally Channing                       |
| Josh Brolin            | Roy Channing, de man van Sally       |
| Anthony Hopkins        | Alfie Shepridge, de vader van Sally  |
| Gemma Jones            | Helena Sepridge, de moeder van Sally |
| Lucy Punch             | Charmaine Foxx, Alfie's nieuwe vlam  |
| Freida Pinto           | Dia, de jonge buurvrouw van Roy      |
| Roger Ashton-Griffiths | Jonathan Wunch                       |
| Pauline Collins        | Cristal, de waarzegster              |